# Xã Great Bend, Quận Susquehanna, Pennsylvania
Xã Great Bend (tiếng Anh: Great Bend Township) là một xã thuộc quận Susquehanna, tiểu bang Pennsylvania, Hoa Kỳ. Năm 2010, dân số của xã này là 1.949 người.